# كين كيسي (موسيقي)
كين كيسي (بالإنجليزية: Ken Casey)‏ هو موسيقي ومغني أمريكي، ولد في 15 أبريل 1969 في ميلتون في الولايات المتحدة.

## وصلات خارجية
- الموقع الرسمي
- كين كيسي على موقع IMDb (الإنجليزية)
- كين كيسي على موقع ميوزك برينز (الإنجليزية)
- كين كيسي على موقع رولينغ ستون (الإنجليزية)
- كين كيسي على موقع ديسكوغز (الإنجليزية)